# Eugène Schueller
Eugène Paul Louis Schueller (20 marzo 1881 – 23 agosto 1957) è stato un farmacista francese, fondatore di L'Oréal.

## La fondazione di L'Oréal
Di origini alsaziane da parte di padre, Eugène Schueller si laureò nel 1904 all'Istituto di Chimica applicata di Parigi (oggi Chimie ParisTech). Schueller sviluppò nel 1907 una formula innovativa per la colorazione dei capelli, che chiamò Oréale. Al tempo, progettava e produceva i suoi prodotti da solo, per poi venderli ai parrucchieri parigini.
Nel 1909 registrò la sua azienda al nome di Société Française de Teintures Inoffensives pour Cheveux, la futura  L'Oréal. I principi alla base dell'azienda che poi diventò L'Oréal furono chiari fin dal principio: ricerca e innovazione nell'interesse della bellezza.

## Simpatie per il fascismo
Durante la prima parte del ventesimo secolo, Schueller supportò finanziariamente La Cagoule e ne ospitò alcuni incontri nella sede di L'Oréal. La Cagoule fu una organizzazione francese, nota per le posizioni filo-fasciste, antisemitiche e anticomuniste il cui leader fondò il Mouvement Social Révolutionnaire (MSR, Movimento Sociale Rivoluzionario) che nella Francia occupata supportò la collaborazione di Vichy con la Germania Nazista.
L'Oréal assunse molti membri del gruppo come dirigenti dopo la seconda guerra mondiale, come Jacques Corrèze, che fu Amministratore Delegato della parte dell'azienda operante negli USA. Queste controversie furono ampiamente studiate da Michael Bar-Zohar nel suo libro, Bitter Scent.

## Famiglia
La figlia di Schueller, Liliane Bettencourt, era la vedova di André Bettencourt dal quale ebbe una figlia, Françoise Bettencourt-Meyers, membro del consiglio di amministrazione di L'Oréal. Françoise Meyers è sposata con Jean-Pierre Meyers, il cui nonno morì ad in Auschwitz, il campo di concentramento Nazista. Nel 2017, Liliane Bettencourt era la donna più ricca del mondo, con un patrimonio stimato di 39,5 miliardi di dollari. Alla sua morte tale titolo passò alla figlia, che nel 2021 è la dodicesima persona più ricca al mondo con un patrimonio di 73,6 miliardi dollari.

## Eredità
L'ufficio principale di L'Oréal a Clichy è stato intitolato Centre Eugène Schueller.